# Orient-Institut Beirut

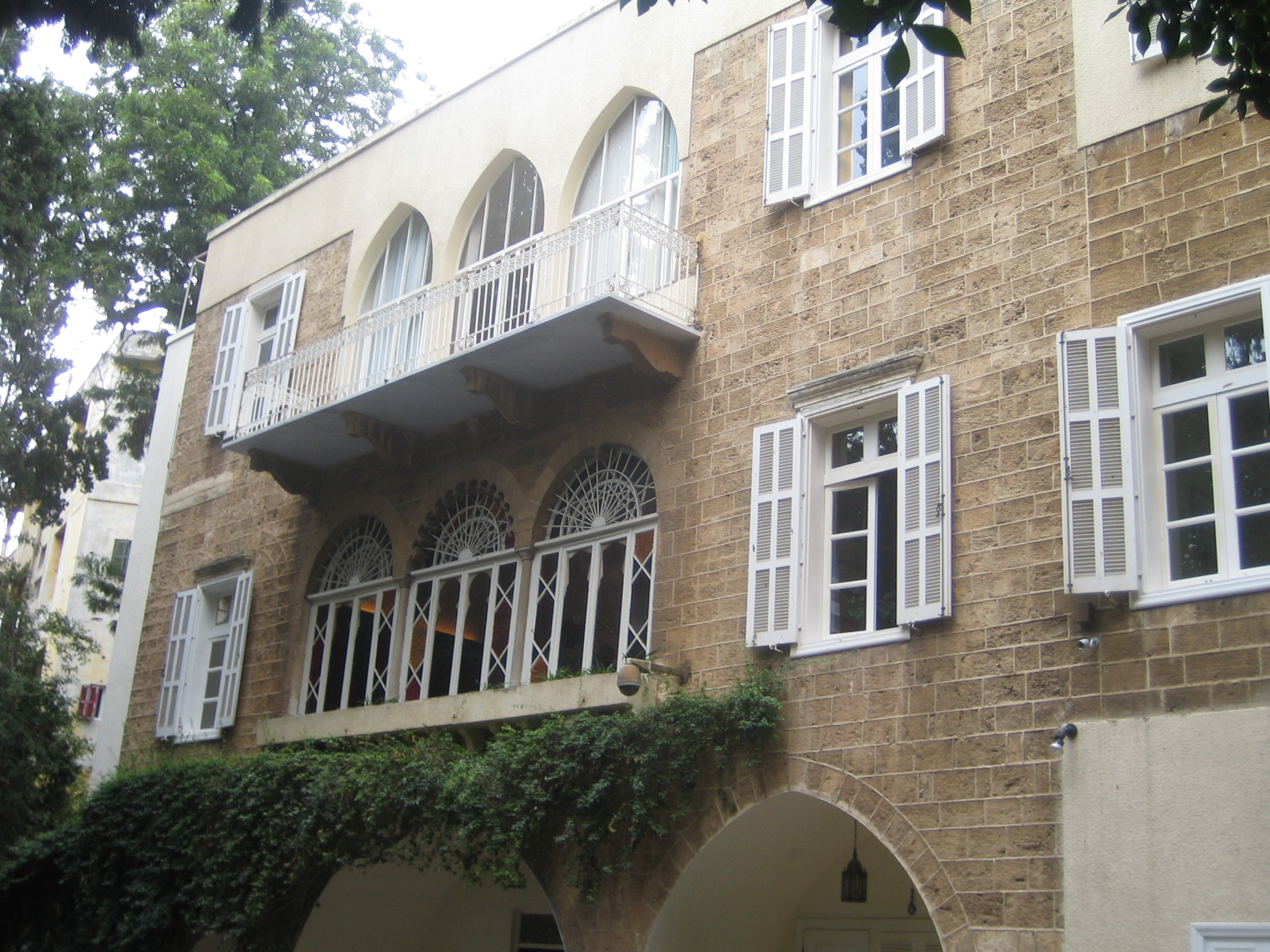
Das Gebäude des Orient-Instituts im Beiruter Bezirk Zokak el-Blat

Das Orient-Institut Beirut (OIB) ist eines der elf deutschen Auslandsinstitute der bundesunmittelbaren Max Weber Stiftung – Deutsche Geisteswissenschaftliche Institute im Ausland.
Das OIB wurde im Jahre 1961 durch die Deutsche Morgenländische Gesellschaft gegründet und gehört seit 2003 der Max Weber Stiftung mit Sitz in Bonn an. Zuwendungsgeber der Stiftung ist das Bundesministerium für Bildung und Forschung. Das OIB betreibt und fördert Forschung zur Geschichte und Gegenwart des Nahen Ostens und der arabischen Welt. Es nimmt diese Aufgabe in Zusammenarbeit mit akademischen Institutionen und Forschern in der Region wahr.

## Geschichte
Das Orient-Institut Beirut wurde 1961 von der Deutschen Morgenländischen Gesellschaft ins Leben gerufen. Die Finanzierung des Instituts übernahmen damals das Bundesministerium für Forschung und Technologie (BMFT, heute BMBF), die Fritz-Thyssen-Stiftung sowie die Volkswagenstiftung. Im Jahre 2003 wurde das OIB in die Max Weber Stiftung aufgenommen. Das seit 1987 als Nebenstelle des OIB geführte Orient-Institut Istanbul (OI Istanbul) wurde im Jahre 2009 eigenständiges Institut innerhalb der Max Weber Stiftung. Seit 2010 arbeitet das OIB verstärkt mit Partnern in Ägypten zusammen.

## Aufgaben und wissenschaftliches Profil
Die Forschung zur Geschichte und Gegenwart des Nahen Ostens und der arabischen Welt gibt einem breiten Spektrum von Forschungsinteressen und Methoden der Geistes- und Sozialwissenschaften Raum. Religion und Ideengeschichte, Geschichte und Gesellschaft, Literatur, Sprache und Politik – und die entsprechenden Disziplinen finden unter anderem Berücksichtigung. Gemeinsames Fundament ist die wissenschaftliche Beschäftigung mit Quellenzeugnissen, Akteuren und Entwicklungen in der Region.
Ein weiterer Zuständigkeitsbereich des Orient-Instituts Beirut ist die Förderung des wissenschaftlichen Nachwuchses. Aus diesem Grund beschäftigt das OIB wissenschaftliche Referenten und fördert Post-Docs, Forschungsaufenthalte und Stipendiaten. Das OIB arbeitet mit zahlreichen akademischen Institutionen zusammen, meist punktuell in Form von wissenschaftlichen Veranstaltungen (Symposien, Kongresse) und wissenschaftlichen Projekten.

## Bibliothek
Die öffentliche Bibliothek des OIB umfasst 130.000 Bände sowie 1700 Zeitschriften und bietet Online-Kataloge sowie W-LAN an. Die Sammlung beinhaltet Studien zur islamischen Religion sowie zur Philosophie, Literatur, Geschichte und zur Zeitgeschichte des Nahen Ostens. Bücher über Kunstgeschichte, Wissenschaft, Geographie sowie ein wesentlicher Bestand an Reiseliteratur sind ebenfalls vorhanden. Weitere Quellen werden in westlichen Sprachen, auf Arabisch und Persisch sowie Türkisch gesammelt. Die Bibliothek enthält eine große Anzahl an libanesischer Belletristik und akademischer Literatur aus verschiedenen Genres und Themen. Diese werden ergänzt durch akademische Literatur aus benachbarten Disziplinen, einschließlich Politikwissenschaft, Sozialanthropologie und Soziologie.

## Publikationsreihen
Das OIB gibt zwei Publikationsreihen und eine online-Publikationsserie heraus.
- In der Reihe Bibliotheca Islamica[1] (النشرات الإسلامية / an-Našarāt al-Islāmiyya)[2] werden Manuskripte seit dem 11. Jahrhundert in Buchform ediert. Diese kritischen Editionen umfassen arabische, persische und türkische Texte und reichen thematisch von der Geschichte und Prosopographie über Literatur und Theologie bis zum Sufismus.
- In der Reihe Beiruter Texte und Studien[3] erscheinen wissenschaftliche Studien, Monografien und Konferenzberichte in Deutsch, Englisch, Arabisch und Französisch.
- In Zusammenarbeit mit dem Orient-Institut Istanbul veröffentlicht das OIB die online-Publikationsserie Orient-Institut Studies auf perspectivia.net[4]. Diese Publikationsreihe soll regionale und transregionale Sichtweisen des Nahen Ostens und der Euro-Asienwissenschaften verbinden.

## Direktorenliste
- 1961–1963: Hans Robert Roemer
- 1963–1968: Fritz Steppat
- 1968–1973: Stefan Wild
- 1974–1978: Peter Bachmann
- 1979–1980: Ulrich Haarmann
- 1981–1984: Gernot Rotter
- 1984–1989: Anton Michael Heinen
- 1989–1994: Erika Glassen
- 1994–1999: Angelika Neuwirth
- 1999–2007: Manfred Kropp
- 2007–2017: Stefan Leder
- 2017–2022: Birgit Schäbler
- 2022–2023: Thomas Würtz (interim)
- seit 2023: Jens-Peter Hanßen